# S2エンターテインメント
S2エンターテインメント（エスツーエンターテインメント、朝: S2엔터테인먼트、英: S2 Entertainment）は、韓国の芸能事務所である。2020年8月14日に設立。

## 沿革
2020年8月14日、CUBEエンターテインメントの元代表のホン・スンソンはTwitterアカウントを通じて、設立することを発表した。
2020年11月20日、初のプロジェクト「＃S2：Sound of HEART」の立ち上げを発表し、27日にソネ（元Wonder Girls）とチョ・グォン（2AM）がコラボシングル「FirstPage」をリリース。
2021年4月28日、初のガールズグループHOT ISSUEをデビューさせた。
2021年12月7日、11月の取締役会を通じて、AURAエンターテインメントの51％の株式を取得し、買収・合併した。
2022年4月22日、HOT ISSUEの解散を発表。
2022年7月12日、ナッティを迎え入れた。
2023年7月5日、ガールズグループKISS OF LIFEをデビューさせた。

## 所属

### 所属アーティスト
- KISS OF LIFE（2023年 - ）
  - ジュリー
  - ナッティ（2022年 - ）
  - ベル
  - ハヌル

## 過去の所属
- HOT ISSUE（2021年 - 2022年）
  - メイナ
  - ナヒョン
  - ヒョンシン
  - ダナ
  - イェウォン
  - イェビン
  - ダイン

## 子会社・レーベル

### AURAエンターテインメント

#### 所属
- ADORA
- BELLE

## ディスコグラフィー

### 企画楽曲
- ＃S2：Sound of HEART - ソネ・チョ・グォン「FirstPage」